# Maria Breuer
Maria Breuer (* 7. März 1953 in Nohn als Maria Nelles) ist eine ehemalige deutsche Fußballtorhüterin sowie -trainerin und zählt zu den Pionierinnen im deutschen Frauenfußball. Seit 2005 ist sie Abteilungsleiterin für den Frauen- und Mädchenfußball beim TuS Wörrstadt.

## Karriere

### Vereine
Breuer wuchs in Nohn in der Eifel auf und spielte von 1970 bis 1987 für den SC 07 Bad Neuenahr. Am 15. Oktober 1970 spielte der SC 07 Bad Neuenahr, der am 1. Mai 1970 das seinerzeit größte Frauenfußballturnier der Welt ausgerichtet hatte, als deutscher Vertreter mit der seinerzeit siebzehnjährigen Maria Breuer als Torfrau bei der inoffiziellen Weltmeisterschaft in Italien. Erst zwei Wochen später hob der DFB das Verbot des Frauenfußballs auf, weshalb das Team noch offiziell als „Stadtmannschaft Bad Neuenahr“ antrat. Über dieses Spiel wurde sogar in der vom ZDF ausgestrahlten Sportsendung Das aktuelle Sportstudio berichtet, und es wurden auch Ausschnitte des Spiels gesendet; Moderator Wim Thoelke machte allerdings keinen Hehl aus seinem Unverständnis.
Breuers größter Erfolg war der Gewinn des Meistertitels mit dem SC 07 Bad Neuenahr. Nachdem sie als Spielführerin mit ihrer Mannschaft über das Achtel- und Viertelfinale in das mit 2:0 über den KBC Duisburg nach Hin- und Rückspiel ausgetragene Halbfinale ins Finale vorgedrungen war, konnte dieses auch nach Hin- und Rückspiel im Gesamtergebnis mit 2:1 gewonnen werden. Hatte ihre Mitspielerin Christa Nüsser am 17. Juni 1978 im heimischen Apollinarisstadion das Hinspiel mit ihren beiden Toren in der 12. und 45. Minute mit 2:0 entschieden, blieb es in der Rückrunde am 24. Juni 1978 im Eppelborner Illtalstadion spannend, da der FC Hellas Marpingen seit der 20. Minute durch ein Eigentor ihrer Mitspielerin Christel Schreiber in Führung liegend einen von Christel Schikowski in der 25. Minute geschossenen Foulelfmeter abwehren konnte.
Zur Saison 1987/88 wechselte die ehemalige Leichtathletin zum TuS Wörrstadt, für den sie bis 1989 als Torfrau in der ersten und bis 2005 in der zweiten Mannschaft aktiv gewesen ist. 1991 übernahm sie den Posten der Cheftrainerin, 1993 gelang ihr mit ihrem Team der Aufstieg in die Gruppe Süd der seinerzeit zweigleisigen Bundesliga. Nach dem Abstieg 1996 war sie nur noch als Torwarttrainerin aktiv und übernahm 2005 die Abteilungsleitung für Frauen- und Mädchenfußball. Parallel war sie zwei Jahrzehnte als Verbandstrainerin für den Südwestdeutschen Fußballverband tätig.

### Nationalmannschaft
Für die A-Nationalmannschaft bestritt sie einzig das am 7. September 1983 in Basel mit 2:0 gewonnene Testspiel gegen die Schweizer Nationalmannschaft mit Einwechslung für Marion Feiden ab der 55. Minute.

## Erfolge
- Deutscher Meister 1978